# Кац, Михаил Гершевич
Михаил Гершевич Кац (англ. Mikhail G. Katz; род. 1958, Кишинёв) — израильский математик, профессор Университета имени Бар-Илана. Основные работы в области дифференциальной геометрии и топологии, в особенности систолической геометрии.
Родился в Кишинёве, куда перед войной переселились из Липкан его родители Герш Кац (ум. 1974) и Хайка (Клара) Ландман (1921—2006). В 1976 году переехал с матерью и племянницей в США. Окончил Гарвардский университет в 1980 году и Колумбийский университет (Ph.D., 1984, научные руководители — Т. Йоргенсен и М. Л. Громов). Работал в Мэрилендском университете в Колледж-Парке, Университете штата Нью-Йорк в Стоуни-Брук, Индианском университете в Блумингтоне, Институте высших научных исследований, Университете Ренн I, Университете Нанси I и Тель-Авивском университете. С 1999 года — в Университете имени Бар-Илана в Рамат-Гане.
Написал монографию по систолической геометрии и топологии («Systolic geometry and topology», 2007). В последние годы занимается также историей математики и математическим образованием.
Брат математиков Бориса Каца и Виктора Каца. Жена и соавтор — математик Карин Марла Усади (в замужестве Кац, англ. Karin Usadi Katz, PhD).

## Монографии
- Metric Structures for Riemannian and Non-Riemannian Spaces (приложение). Бостон: Birkhäuser, 1999.
- Systolic Geometry and Topology (Mathematical Surveys and Monographs, vol. 137). Провиденс: American Mathematical Society, 2007.